# HMS Orion (könnyűcirkáló)
A HMS Orion a Brit Királyi Haditengerészet egyik Leander osztályú könnyűcirkálója volt, mely a második világháború alatt is szolgált.

## Története
Az Oriont az angliai Plymouth-ban lévő Devonport Dockyard hajógyárban építette a brit Vickers Armstrong hajógyártó vállalat.

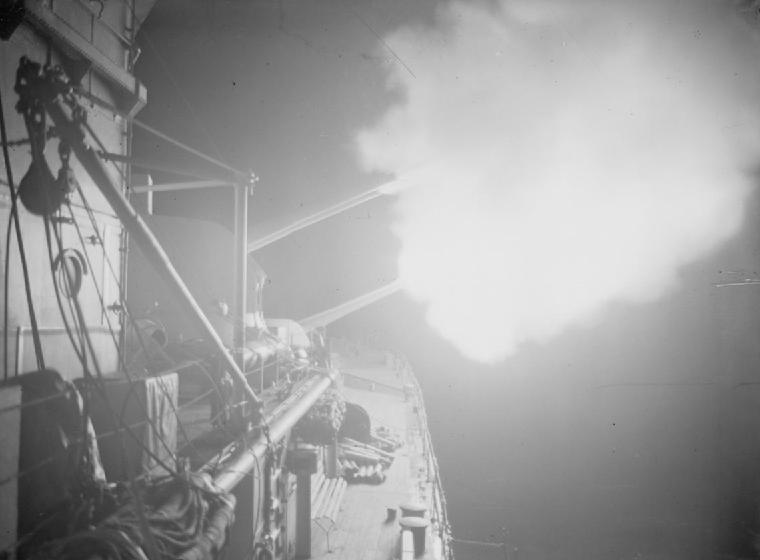
A HMS Orion, 152 mm-es ágyúi tüzelés közben.

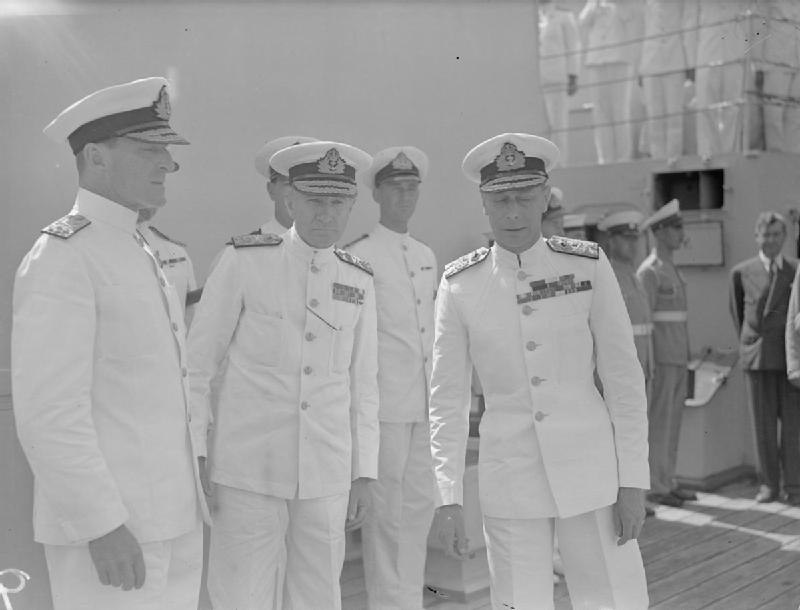
VI. György király (jobbra) Sir John Cunningham tengernagy (középen) és John Mansfield altengernagy (balra) társaságában az HMS Orion fedélzetén.

A hajó hadrendbe állítására 1934. január 18-án került sor. A hajó először a Honi Flottában teljesített szolgálatot, de később, 1937-ben áthelyezték a haditengerészet egyik amerikai állomására, ahol a 8. cirkáló raj (8th Cruiser Squadron) tagjává vált. Az Orion volt az a hajó, mely a kanadai kormányzó, John Buchan hamvait visszaszállította Angliába 1940 februárjában.
1940 júniusában a cirkálót áthelyezték a Földközi-tengerre, és ez a hajó lett a 7. cirkálóraj (7th Cruiser Squadron) zászlóshajója. Az Orion részt vett többek közt a líbiai Bardia városában lévő olasz erőd ágyúzásában, valamint a Punta Stiló-i tengeri csatában. 1940 hátralévő hónapjaiban az Orion is részt vett a máltai konvojok kísérésében, valamint a Görögországba tartó csapatok szállításában. 1941 elején a cirkáló az Égei-tengeren tartózkodott, így részt tudott venni a Matapan-foki csatában is, 1941 márciusában.
1941. május 29-én, a krétai csata közbeni evakuálás közben a hajó súlyosan megrongálódott egy bombatalálat következtében. Legénységének számos tagja életét vesztette. A sérülést követően a hajót a dél-afrikai Simonstownba szállították, ahol kisebb javításokat végeztek rajta. A komolyabb javításokhoz a hajót átszállították az Amerikai Egyesült Államokbeli Mare Island Naval Shipyard hajógyárba.
Az Orion 1943-ban tért vissza a Földközi-tengerre. Ezúttal a 15. cirkálóraj (15th Cruiser Squadron) tagja lett. A HMS Orion segített a szicíliai partraszállásban, más néven a Husky hadműveletben is. A cirkáló a háború hátralévő részét szintén a Földközi-tengeren töltötte, de 1944 júniusában segítette a normandiai partraszállást is, ahol egyes állítások szerint az Orion ágyúi adták le az első lövéseket.
Az Orion 1947-ben fejezte be pályafutását, miután 1949. július 19-én eladták Arnott Youngnak ócskavasként, aki 1949 augusztusában bontotta szét a hajót.